# Alessandro Degasperi
Alessandro Degasperi (Trento, 23 de noviembre de 1980) es un deportista italiano que compitió en triatlón.
Ganó una medalla en el Campeonato Europeo de Triatlón de Invierno de 2005. Además, obtuvo tres medallas en el Campeonato Europeo de Ironman 70.3 entre los años 2007 y 2013.

## Palmarés internacional
| Campeonato Europeo | Campeonato Europeo      | Campeonato Europeo | Campeonato Europeo |
| Año                | Lugar                   | Medalla            | Prueba             |
| ------------------ | ----------------------- | ------------------ | ------------------ |
| 2005               | Freudenstadt (Alemania) | Medalla de oro     | Individual         |

| Campeonato Europeo | Campeonato Europeo   | Campeonato Europeo | Campeonato Europeo |
| Año                | Lugar                | Medalla            | Prueba             |
| ------------------ | -------------------- | ------------------ | ------------------ |
| 2007               | Wiesbaden (Alemania) | Medalla de plata   | Individual         |
| 2008               | Wiesbaden (Alemania) | Medalla de plata   | Individual         |
| 2013               | Wiesbaden (Alemania) | Medalla de bronce  | Individual         |